# Бьянку, Роберто
Роберто Бьянку (итал. Roberto Biancu; род. 19 января 2000, Сассари, Сардиния) — итальянский футболист, полузащитник клуба «Ольбия».

## Клубная карьера
Бьянку — воспитанник клуба «Кальяри». 30 ноября 2016 года в поединке Кубка Италии против «Сампдории» Роберто дебютировал за основной состав, в возрасте 16 лет. 28 мая 2017 года в матче против «Милана» он дебютировал в Серии A. Летом того же года Бьянку был арендован клубом Ольбия. 15 октября в матче против Ареццо он дебютировал в итальянской Серии C. 10 апреля 2018 года в поединке против Ареццо Роберто забил свой первый гол за Ольбрию.

## Международная карьера
В 2017 году в составе юношеской сборной Италии Бьянку принял участие в юношеском чемпионате Европы в Хорватии. На турнире он сыграл в матчах против команд Хорватии, Испании и Турции.